# Rajd Złote Piaski 1976
Rajd Bułgarii 1976 (7. Rally Zlatni Piassatzi 1976) – 7. edycja rajdu samochodowego Rajd Bułgarii rozgrywanego w Bułgarii. Rozgrywany był od 19 do 21 czerwca 1976 roku. Była to dwudziesta druga runda Rajdowych Mistrzostw Europy w roku 1976 (rajd miał współczynnik – 3) oraz druga runda Rajdowego Pucharu Pokoju i Przyjaźni w roku 1976.

## Klasyfikacja rajdu
| Miejsce                             | Kierowca                            | Pilot                               | Samochód                            | Czas                                | Strata                              |                                     |
| Klasyfikacja generalna, ERC i CoPaF | Klasyfikacja generalna, ERC i CoPaF | Klasyfikacja generalna, ERC i CoPaF | Klasyfikacja generalna, ERC i CoPaF | Klasyfikacja generalna, ERC i CoPaF | Klasyfikacja generalna, ERC i CoPaF | Klasyfikacja generalna, ERC i CoPaF |
| ----------------------------------- | ----------------------------------- | ----------------------------------- | ----------------------------------- | ----------------------------------- | ----------------------------------- | ----------------------------------- |
| 1.                                  | Andrzej Jaroszewicz                 | Ryszard Żyszkowski                  | Lancia Stratos HF                   | 3:14:11                             | 0.0                                 |                                     |
| 2.                                  | Maciej Stawowiak                    | Jacek Różański                      | Fiat 124 Abarth Rallye              | 3:15:50                             | +1:39                               |                                     |
| 3.                                  | Attila Ferjáncz                     | Ferenc Iriczfalvi                   | Renault 17 Gordini                  | 3:17:33                             | +3:22                               |                                     |
| 4.                                  | Ilia Chubrikov                      | Kolu Chubrikov                      | Renault 17 Gordini                  | 3:26:26                             | +12:15                              |                                     |
| 5.                                  | Svatopluk Kvaizar                   | Jiří Kotek                          | Škoda 120 S                         | 3:31:57                             | +17:46                              |                                     |
| 6.                                  | Marin Velev                         | Nacho Matov                         | Renault 12 Gordini                  | 3:32:50                             | +18:39                              |                                     |
| 7.                                  | Marian Bień                         | Janina Jedynak                      | Polski Fiat 125p 1600 Monte Carlo   | 3:34:55                             | +20:44                              |                                     |
| 8.                                  | Jerzy Landsberg                     | Janusz Wojtyna                      | Renault 5 TS                        | 3:36:34                             | +22:23                              |                                     |
| 9.                                  | Vitold Sprukt                       | Andris Kalnais                      | Lada VAZ 2103                       | 3:41:59                             | +27:48                              |                                     |
| 10.                                 | Radoslav Petkov                     | Kostadin Gurlev                     | Lada VAZ 2103                       | 3:42:24                             | +28:13                              |                                     |